# Leytron
Leytron es una comuna suiza del cantón del Valais, situada en el distrito de Martigny. Limita al norte y al este con la comuna de Chamoson, al sur con Riddes, Saillon y Fully, y al oeste con Bex (VD).